# Tymbark (stacja kolejowa)
Tymbark – stacja kolejowa w miejscowości Tymbark, w województwie małopolskim w Polsce; leży na Turystycznym Szlaku Kolejowym przez Karpaty.